# Игра с огнём (фильм, 1988)
«Игра с огнём» (иер. трад. 獵鷹計劃, упр. 猎鹰计划, кант.-рус.: Лип ин кай вак, англ. Walk On Fire) — гонконгский драматический боевик 1988 года, срежиссированный Норманом Ло по сценарию Вонг Карвая, с участием Энди Лау.

## Сюжет
Старший инспектор полиции Куоква и Хоулун — коллеги и лучшие друзья. Чтобы отомстить за своего брата, главарь банды из Хунаня  использовал информатора Хоулуна, мисс Хун, чтобы заманить и убить его. Жена убитого только что родила мальчика. Позже Куоква и его партнёр по работе Ма Та начали вести своё расследование случившегося. Однажды они спасли Хун и её бабушку, которых подожгли люди ростовщиков, после чего девушка стала доверять им и пошла на сотрудничество. Из соображений безопасности она даже проживала в доме Куоква.
Куоква выдал себя за хозяина ювелирного магазина (принадлежащего отцу девушки Ма Та), вышел на Чхиу, чтобы тот дал наводку банде Хунаня на магазин. Однако бандиты попросили Куоква сначала заплатить им двести тысяч долларов наличными. Начальнику Куоква план не понравился и он отказался давать деньги. Куоква, Ма Та и Хун в гонконгском аэропорту ограбили покупателей героина из Тайваня ради денег на операцию. Неожиданно ограбленные оказались людьми из Интерпола, поэтому троица попала в беду.
Поскольку Хун была наркоманкой и ей было трудно бросить, Куоква отдал ей свои сбережения, чтобы она отправилась на остров Лантау для реабилитации от наркозависимости. Это глубоко тронуло Хун и заставило её влюбиться. Наконец Куоква и банда из Хунаня, ограбившая ювелирный магазин, столкнулись при попытке их задержания. Хун, вернувшаяся ради встречи с Куоква, была ранена преступниками. Куоква и подоспевшие полицейские ликвидировали банду и отомстили за убийство друга. Куоква и Ма Та были арестованы по делу об ограблении в аэропорту.

## В ролях
| Актёр         | Роль                                    |
| ------------- | --------------------------------------- |
| Энди Лау      | Лау Куоква                              |
| Чери Чун      | мисс Хун                                |
| Кент Чен      | Тан Пиквань (Ма Та)                     |
| Рэй Лёй       | Хоулун                                  |
| Дик Вэй       | Вай, главарь банды из Хунаня            |
| Лау Сиумин    | начальник Чань                          |
| Кам Хинъинь   | инспектор Лай                           |
| Юн Ваймань    | жена Хоулуна                            |
| Мэй Хо        | Мэй                                     |
| Мария Кордеро | офицер из отела по борьбе с наркотиками |
| Сам Вай       | Чхиу, связной банды из Хунаня           |

## Кассовые сборы
В кинопрокате Гонконга, где фильм был выпущен под другим оригинальным названием (иер. упр. 猎鹰行动, кант.-рус.: Лип ин хан тун), лента собрала 12 936 236 гонконгских долларов за 21 день показов в период с 24 июня по 14 июля 1988 года.

## Восприятие
Джон Чарльз, автор книги с рецензиями на кинофильмы Гонконга The Hong Kong Filmography, 1977-1997: A Reference Guide to 1,100 Films Produced by British Hong Kong Studios, поставил картине 6 баллов из максимальных 10. Аналогичную оценку выставил российский кинокритик Борис Хохлов на сайте hkcinema.ru, где в своём обзоре заявил, что это кино «вроде бы не скучное, но в высшей степени заурядное».